# Parautochthone Glimmerschiefereinheit
Die Parautochthone Glimmerschiefereinheit ist die tiefste tektonische Deckeneinheit des nordwestlichen Massif Central in Frankreich. Sie besteht vorwiegend aus Glimmerschiefern des Neoproterozoikums, die als Schiefertone am Nordrand von Gondwana abgelagert worden waren.

## Etymologie
Die Bezeichnung Parautochthone Glimmerschiefereinheit, Englisch Parautochthonous Micaschist Unit oder abgekürzt PMU (manchmal auch nur Parautochthonous Unit oder PAU),  knüpft sich an die Tatsache, dass ihre Gesteine Teil des parautochthonen Saint-Mathieu-Doms sind. Die genaue Stellung dieser Grundgebirgsaufwölbung ist aber nicht eindeutig und ihr autochthoner Charakter fraglich. Dieser unsichere Sachverhalt findet in der Vorsilbe Para seinen Ausdruck. Parautochthon bedeutet somit zum Autochthon gehörig oder in der Nähe des Autochthons befindlich.

## Einführung

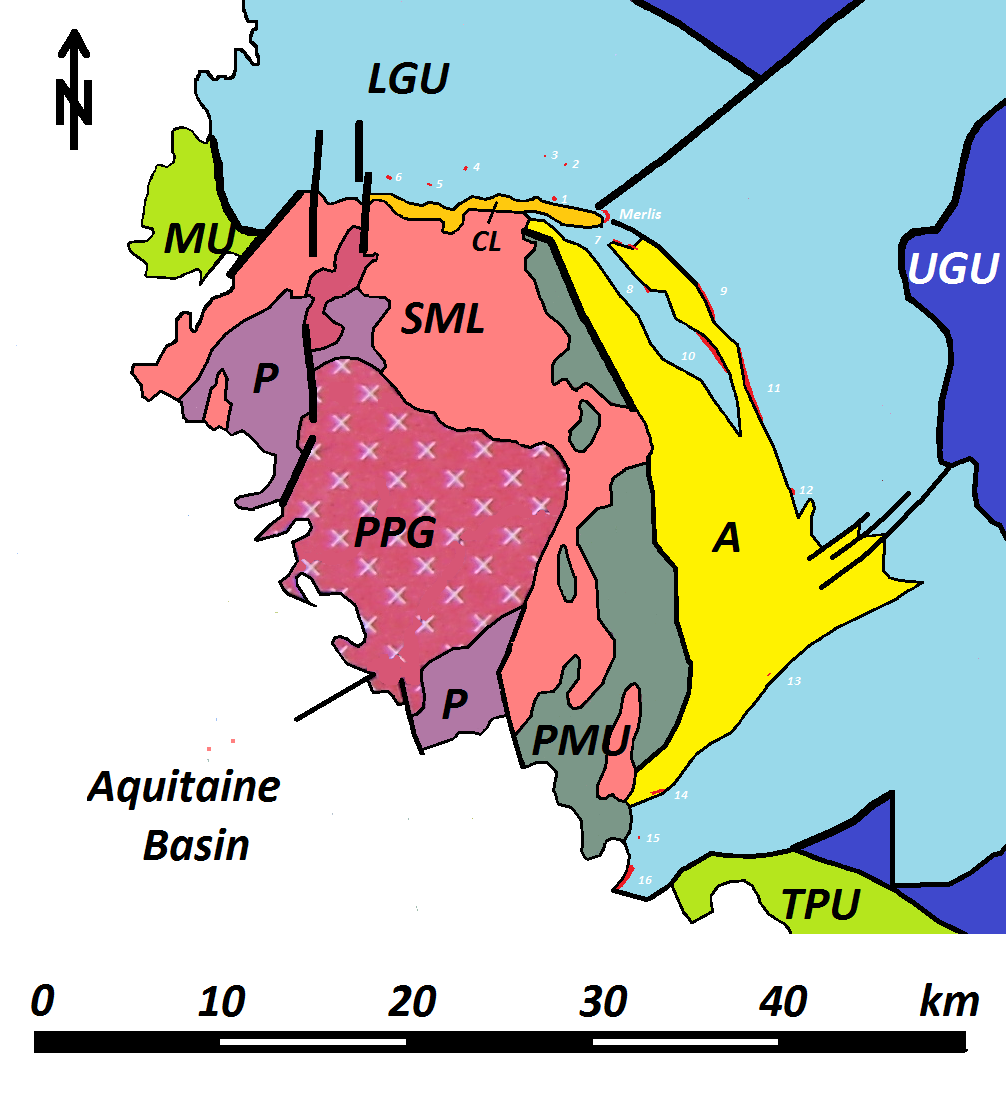
Geologische Übersichtskarte des Saint-Mathieu-Doms

Das Variszische Orogen hat eine mehrstufige Entwicklung hinter sich und ist aus mehreren Krustensegmenten verschweißt. Generell lassen sich zwei Zyklen unterscheiden. Nach anfänglicher Subduktion des Massif-Central-Ozeans mit Hochdruckmetamorphose kam es schließlich zur Kontinentalkollision zwischen Peri-Gondwana im Süden, Laurussia im Norden und den dazwischenliegenden Mikrokontinenten Armorica und Avalonia.
Die Parautochthone Glimmerschiefereinheit gehört wie der restliche Saint-Mathieu-Dom zur Ligero-arvernischen Zone des nordwestlichen Zentralmassivs. Diese ist zur Moldanubischen Zone Deutschlands äquivalent (z. b. Schwarzwald) und stellt den hochmetamorphen Zentralteil des Variszikums dar. Kennzeichnend für diese zentrale Zone sind vier bzw. fünf Deckenneinheiten, die während der Variszischen Kontinentalkollision ab dem Oberdevon und während des Unterkarbons übereinandergestapelt wurden. Im Limousin kann folgender Deckenstapel beobachtet werden (von strukturell höher nach strukturell tiefer):
- Génis-Einheit
- Thiviers-Payzac-Einheit (TPU)
- Obere Gneisdecke (UGU)
- Untere Gneisdecke (LGU)
- Parautochthone Glimmerschiefereinheit (PMU)

Die Parautochthone Glimmerschiefereinheit ist auf der gegenüberliegenden geologischen Karte mit PMU ausgewiesen. Sie unterscheidet sich von den beiden überlagernden Gneisdecken, da in ihr die erste Deformationsstufe D 1 des Massif Central (Subduktion und Hochdruckmetamorphose) während des Silurs und Unterdevons (430 bis 390 Millionen Jahre) nicht registriert ist. Beide Gneisdecken erfuhren daran anschließend im Mitteldevon eine hochgradige Regionalmetamorphose mit Migmatitbildung.
Die zweite Deformationsstufe D 2 erfasste im Oberdevon und frühesten Unterkarbon aber den gesamten Deckenstapel (390 bis 360 Millionen Jahre), wobei die drei untersten Decken hochgradig amphibolitfaziell metamorphosiert wurden. Die Gesteine erhielten hierbei eine generell nach Südost gerichtete Strecklineation, die den Hangend-nach-Nordwest-Schersinn widerspiegelt. Im Unterkarbon (Tournaisium) zwischen 360 und 350 Millionen Jahren überfuhr die Obere die Untere Gneisdecke mit der darunterliegenden Parautochthonen Glimmerschiefereinheit in Nordwestrichtung. Da die Obere Gneisdecke zuvor stärker metamorphosiert worden war, wird hierdurch eine „umgekehrte“ Metamorphose vorgetäuscht. Zwischen 350 und 325 Millionen Jahren folgte sodann das thermische Ereignis des Viseums, das als Monazitalter in den Glimmerschiefern nachweisbar ist.  Ab 325 Millionen Jahren beherrschten Ausdehnungstektonik und transpressive Seitenverschiebungen den Deckenstapel des Limousins. Bedingt durch die resultierende Druckentlastung kam es zu Anatexis und der Intrusion von vorwiegend Leukograniten im Oberkarbon.

## Verbreitung

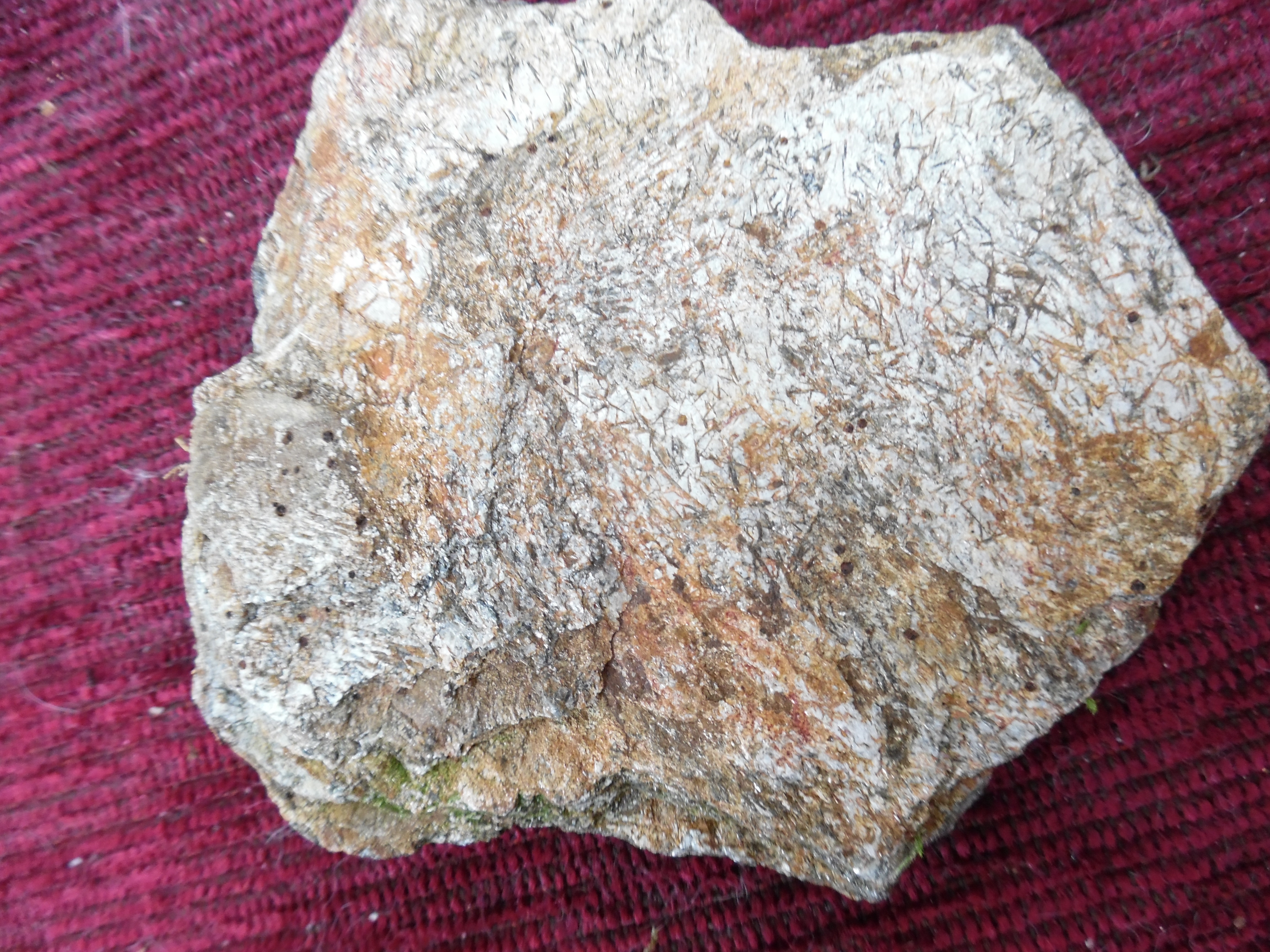
Glimmerschiefer von Pensol – seidig-glänzende Fazies

Die Parautochthone Glimmerschiefereinheit ist über das gesamte Zentralmassiv verbreitet. Sie tritt nicht nur am Ostrand des Saint-Mathieu-Doms auf, sondern erscheint auch weiter östlich in der Umrahmung des Millevaches-Massivs, beispielsweise im Sussac-Dom. Weitere Vorkommen befinden sich in den Monts d’Ambazac und auf dem Plateau d'Aigurande. Östlich des Sillon houillier – eine bedeutende Nordnordost-streichende Seitenverschiebung mit Normalversatz, welche das gesamte Zentralmassiv durchschneidet und den Westabschnitt vom vulkanischen Zentralteil abtrennt – erscheint sie erneut in der Umgebung der Sioule im Sioule-Dom (im La-Bosse-Antiklinorium sowie im Südabschnitt östlich des Pont-de-Menat-Synklinoriums), der ebenfalls eine Aufwölbung im Grundgebirge darstellt. Sehr große Vorkommen stellen die Lot-Schiefer und die Glimmerschiefer in den Cevennen, die beide ebenfalls zur Parautochthonen Glimmerschiefereinheit gerechnet werden, jedoch außer Glimmerschiefern noch andere siliziklastische Lithologien führen – beispielsweise Quarzite und seltene Orthogneise. Die Parautochthone Glimmerschiefereinheit erscheint auch im Süden des Zentralmassivs im Rouergue und im Zentralabschnitt der Montagne Noire.

## Petrologie
Petrologisch wird die Parautochthone Glimmerschiefereinheit überwiegend aus Glimmerschiefern mittleren und hohen Metamorphosegrades (Amphibolitfazies) aufgebaut. Es lassen sich zwei Fazies unterscheiden – eine blättrige und eine seidig glänzende Fazies. Die blättrige Fazies ist grobkristalliner und zeigt relativ dicke Glimmerlagen, die dünne Quarzbänder umschließen. Die seidig glänzende Fazies ist wesentlich feinkörniger und verdankt ihren leicht bläulichen Glanz den deutlich entwickelten Schieferungsflächen. Die blättrige Fazies ist engständig geschiefert mit teils fein gefältelten Schieferflächen. Ihr Gefüge ist lepidoblastisch bzw. grano-lepidoblastisch oder mandelförmig-lagig. Sie tritt nur im Nordabschnitt am Ostrand des Saint-Mathieu-Leukogranits auf. Das Gefüge der seidig glänzenden Fazies ist ähnlich, neigt aber mehr zu Bänderung.

### Mineralogie

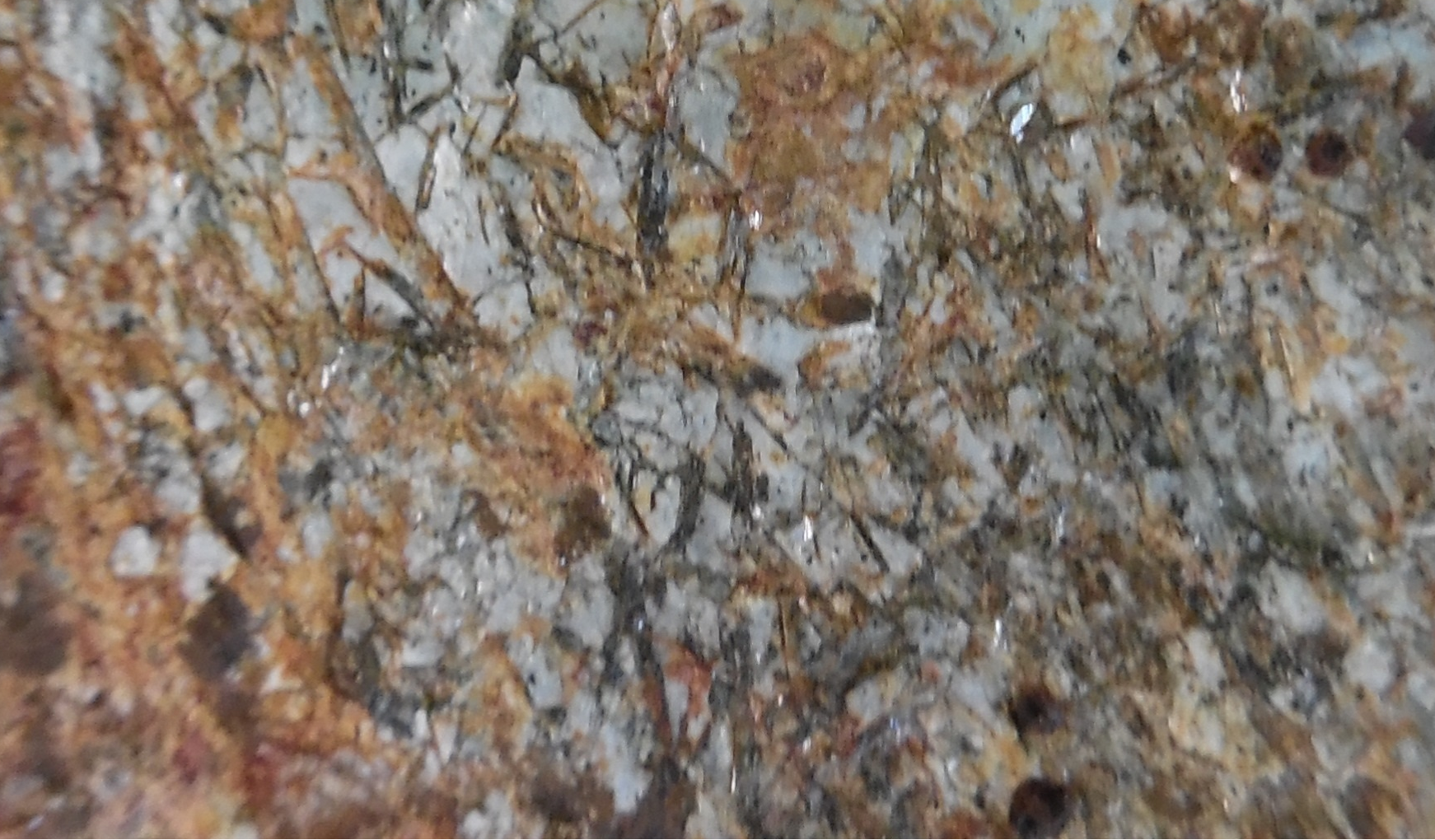
Detailaufnahme des Glimmerschiefers von Pensol, Haute-Vienne – seidig glänzende Fazies

Die sehr feinkörnigen und deutlich schiefrigen Gesteine werden eindeutig von Glimmermineralen beherrscht. Sie enthalten die Minerale Muskovit, Biotit, Feldspat und Quarz. Akzessorien sind Zirkon, Apatit, Ilmenit, Rutil und Graphit. Als metamorphe Neubildungen erscheinen auf den Schieferungsebenen Nadeln von Staurolith und Sillimanit, sehr selten auch Disthen, sowie kleine Granate (Almandin). Die Granate können jedoch in der blättrigen Fazies wesentlich größer werden und bis zu 1 Zentimeter erreichen. Kontaktmetamorph induziert sind Andalusit, Cordierit und nadelförmiger Turmalin. Chlorit ist ein Alterationsmineral und kann Biotit und  Granat pseudomorph ersetzen.
Muskovit von großer Korngröße, oft als Serizit ausgebildet, überwiegt. Recht große Blätter von Muskovit und Biotit durchdringen gewöhnlich einander und stellen das Gros der Glimmerlagen. Durch die Einlagerung von Ilmenitnadeln kann das Glimmergefüge auch faserig wirken. Der Quarz tritt oft mandelförmig konzentriert auf (Exsudationsquarz), zeigt aber gelegentlich auch tektonisch ausgelängte Stengel;  bänderartige Lagen können auch fein gefältelt sein. Der Plagioklas liegt entweder als Oligoklas oder Albit vor (An6-10). Er bildet meist zusammen mit Quarz kleine, millimetergroße, ausgelängte Augen (Ocellen), die in der blättrigen Fazies wesentlich größere Dimensionen erreichen. Die Augen können auch helizitisch ausgebildet sein.

### Geochemie
Folgende Analysen sollen die chemische Zusammensetzung der Glimmerschiefer verdeutlichen:
| Oxid Gew. % | Glimmerschiefer 1 | Glimmerschiefer 2 | Glimmerschiefer 3 | Quarz-Glimmerschiefer |
| ----------- | ----------------- | ----------------- | ----------------- | --------------------- |
| SiO2        | 60,20             | 58,30             | 56,40             | 65,05                 |
| TiO2        | 0,83              | 0,95              | 1,04              | 0,82                  |
| Al2O3       | 19,20             | 20,90             | 21,60             | 17,00                 |
| Fe2O3       | 2,10              | 2,46              | 2,60              | 2,32                  |
| FeO         | 5,55              | 5,40              | 4,25              | 4,24                  |
| MnO         | 0,38              | 0,39              | 0,17              | 0,32                  |
| MgO         | 2,15              | 2,20              | 2,40              | 2,15                  |
| CaO         | 1,20              | 1,06              | 0,45              | 1,27                  |
| Na2O        | 1,30              | 0,91              | 1,05              | 1,87                  |
| K2O         | 3,75              | 4,15              | 5,10              | 3,43                  |
| P2O5        | 0,23              | 0,13              | 0,09              | 0,22                  |
| H2O−        | 0,05              | 0,06              | 0,20              | 0,03                  |
| H2O+        | 2,35              | 2,60              | 3,25              | 1,63                  |

Der SiO2-Gehalt der Glimmerschiefer schwankt zwischen 56 und 60 Gewichtsprozent, quarzreiche Gesteine erreichen 65 Gewichtsprozent. Dies entspricht dem Chemismus von Andesiten bzw. Dioriten. Auffallend ist der hohe Al2O3-Gehalt mit 17 bis 22 Gewichtsprozent, aber auch der recht starke Eisenoxidgehalt von 6,5 bis 7,8 Gewichtsprozent. Recht hohe Werte zeigen auch TiO2 und MgO. Generell abgereichert sind die Alkalien, insbesondere  Na2O.

## Metamorphose

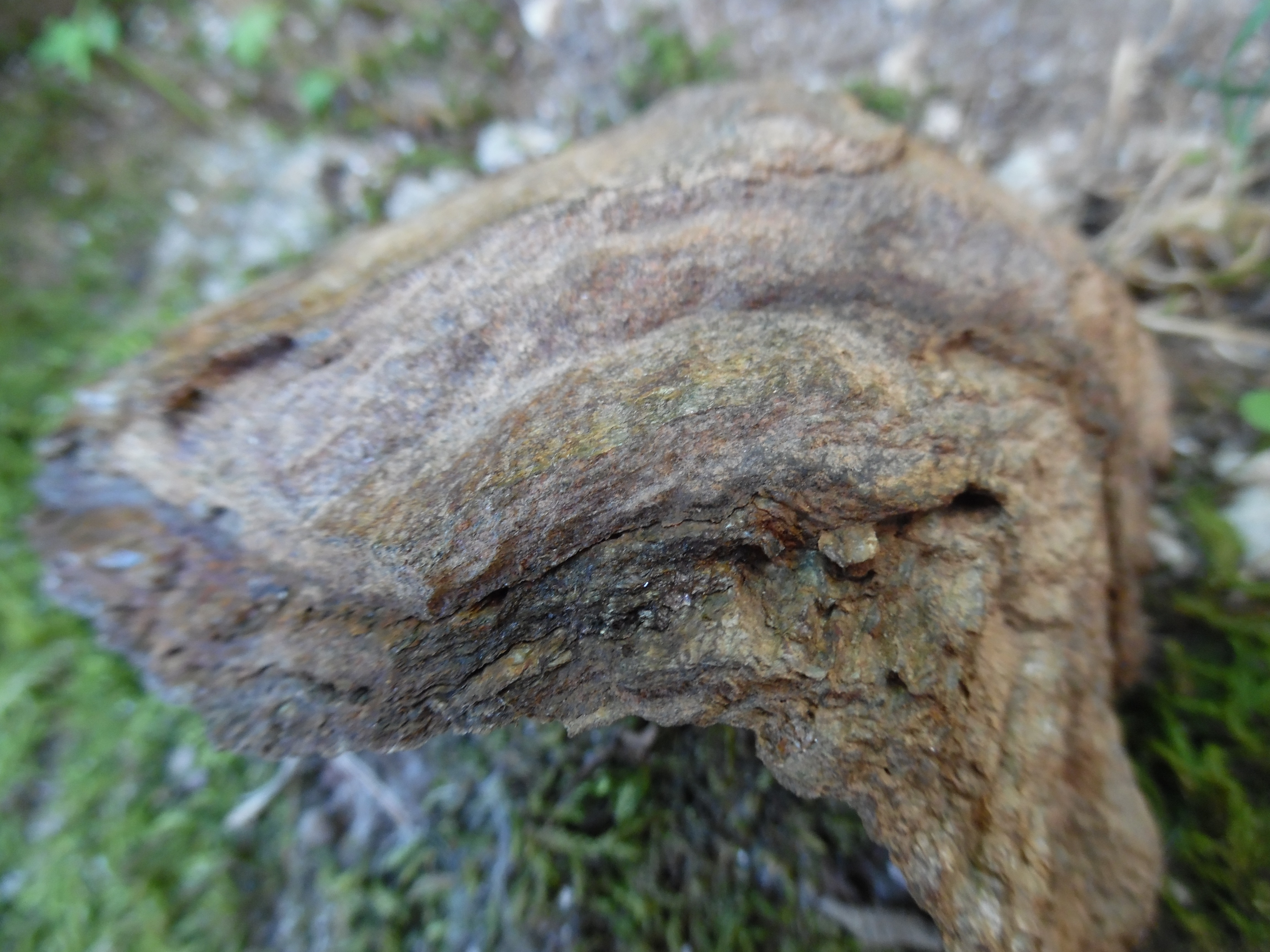
Vergent gefalteter Glimmerschiefer der blättrigen Fazies

Die Parautochthonen Glimmerschiefer haben sowohl eine Regionalmetamorphose als auch eine Kontaktmetamorphose erfahren. Metamorphe Mineralneubildungen der Regionalmetamorphose sind Muscovit, Biotit, Granat, Staurolith, mit Muscovit assoziierter Sillimanit (Fibrolith) und Disthen. Der Granat kann vor, mit und nach der Schieferungsbildung entstanden sein. Er kann zoniert sein, mit almandinreichen Rändern und Spessartin im Kern. Staurolith ist eine Spätbildung. Das Vorkommen von Disthen zeigt generell Druckbedingungen von mindestens 0,4 GPa bis 0,6 GPa an und Staurolith lässt auf Temperaturen von über 600 °C schließen. Wahrscheinlich lag aber der Druck noch weitaus höher – so wurden beispielsweise in den Glimmerschiefern der Sioule Bedingungen von 0,8 GPa verwirklicht.
Die vom Saint-Mathieu-Leukogranit verursachte Kontaktmetamorphose führte zur Neubildung von poikiloblastischem Cordierit und Andalusit, die beide die Schieferung stören/überlagern, aber auch von Alkalifeldspat. Überdies erfolgte eine durchgehende Turmalinitisierung und gleichzeitig wurde Granat von Biotit und Chlorit oder von Biotit, Muscovit und Quarz pseudomorph ersetzt.

### Anatexis
Die Parautochthone Glimmerschiefereinheit ist aufs engste mit dem Saint-Mathieu-Leukogranit und auch dem Chéronnac-Leukogranit assoziiert. Zahlreiche Einschlüsse von Glimmerschiefern finden sich in beiden Leukograniten, die teils als kilometerlange Züge ausgebildet sein können. Umgekehrt finden sich Leukogranitlinsen und -apophysen in den Glimmerschiefern. Es darf daher angenommen werden, dass die Glimmerschiefer unter Druckentlastung  anatektisch aufgeschmolzen wurden und ein leukogranitisches Magma absonderten. Der Saint-Mathieu-Leukogranit ist mit 315 Millionen Jahren datiert, die Anatexis erfolgte somit während des Oberkarbons im Bashkirium.

## Tektonik

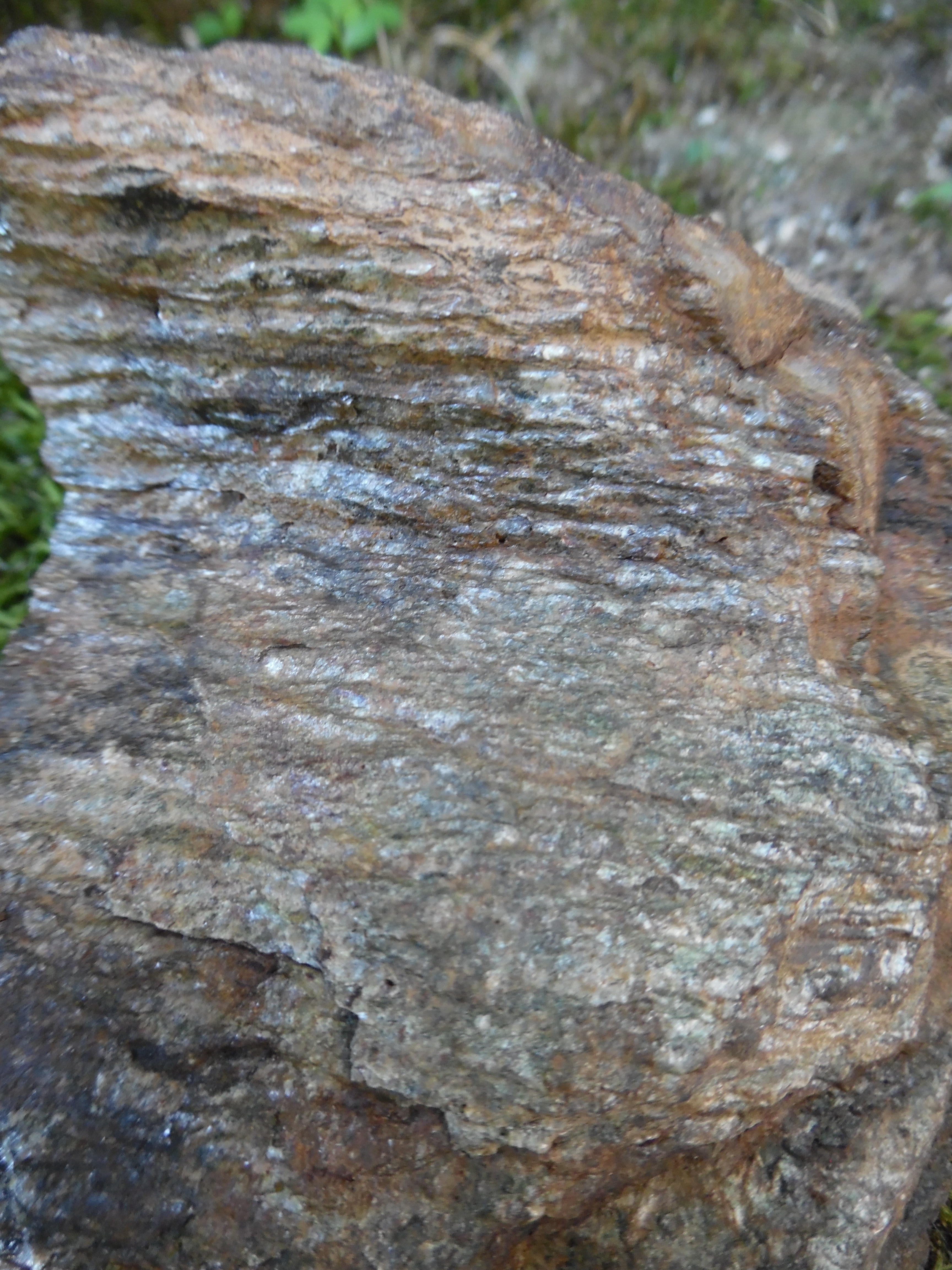
Falte mit engstehender Krenulation in blättriger Fazies

Durch ihre Absenkung in den duktilen mittleren Krustenbereich erhielten die ehemaligen Tonsedimente aufgrund der teils tektonisch bedingten, enormen Auflast eine durchgehende Abplattung und eine daraus resultierende flachliegende Schieferung. Durch Kriechbewegungen entlang der Schieferflächen entstanden kleine, Quarz-Feldspat-reiche Mandel- und Augenstrukturen, die manchmal auch den Schersinn zu erkennen geben. Ausgelängte Quarzstengel zeigen überdies die Streckrichtung des Gesteins an. Tektonische Einengungen führten lokal zu Faltenbau im Zentimeterbereich (gelegentlich auch isoklinal und mit der Schieferung angelegt), der seinerseits von sehr engstehenden Krenulationen im Millimeterbereich überprägt sein kann. Stellenweise werden auch späte Knickfalten und sehr komplexe Faltenmuster, die auf intensive Verformungen (Interferenzmuster) hindeuten, beobachtet. Mit dem Auftauchen des Saint-Mathieu-Doms und der darüberliegenden Decken (Verlassen des duktilen Bereichs) wurden die Glimmerschiefer sodann nur noch spröd beansprucht. Restspannungen im Gestein konnten sich über Verwerfungen und Kluftscharen abbauen.

## Alter
Über das Alter der Protolithen der Parautochthonen Glimmerschiefereinheit lagen bisher keine radiometrischen Altersdatierungen vor, die Ausgangsgesteine wurden aber generell dem Zeitraum 650 bis 530 Millionen Jahren zugeordnet, d. h. Neoproterozoikum (Cryogenium) bis Unterkambrium. Melleton und Kollegen (2010) konnten jedoch das Alter der jüngsten Zirkone in der PMU mit dem Intervall 631 ± 18 bis 604 ± 16 Millionen Jahren (Ediacarium) festlegen. Ältere Zirkonpopulationen trugen die Alter 964 ± 22, 1800, 2000, 2100 und 2900 Millionen Jahre. Dieses bis ins Archaikum zurückreichende Zirkonalter-Spektrum der PMU spricht für eine sehr enge Verwandtschaft mit vergleichbaren Altersverteilungen im Westafrikanischen Kraton. Die Ediakarischen Alter verweisen auf die Cadomische Orogenese und auf die Panafrikanische Orogenese des Anti-Atlas, in dem sich um 615 Millionen Jahren eine Inselbogen/Kontinent-Kollision ereignet hatte.
Eingeschlossene Orthogneise, bzw. ehemalige Granitoide wie der Moulin-du-Chambon-Orthogneis, konnten mit 529 ± 4 Millionen Jahren ins Unterkambrium (Terreneuvium) datiert werden.

## Bedeutung

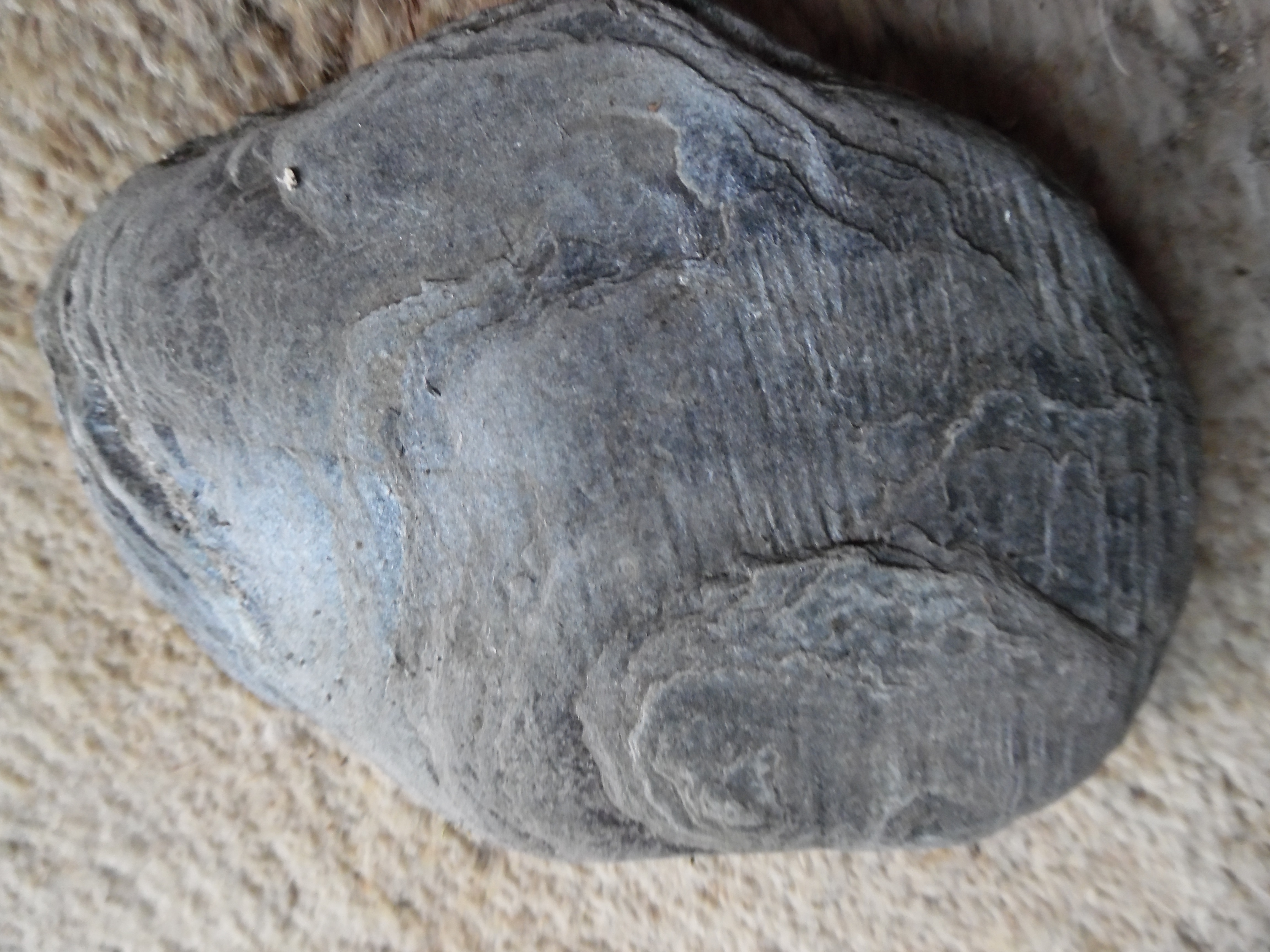
Parautochthoner Glimmerschiefer aus den Cevennen von Saint-André-de-Valborgne – mit sehr feiner Krenulation

Die Bedeutung der Parautochthonen Glimmerschiefereinheit liegt darin begründet, dass sie durch ihre feinkörnige, tonige Lithologie ein ideales Gleitmittel für die höherliegenden Decken darstellte – die auf ihrem Rücken mit stark reduziertem Reibungswiderstand gen Westen und Südwesten unter gleichzeitigem, Nordwest-Südost gerichteten Abfließen vordringen konnten. Ihre tiefliegende tektonische Stellung (als Deckensohle) ist daher nicht weiter verwunderlich.